# Esteve Bathory
  Esteve Bathory  (hongarès: Báthory István)  (Șimleu Silvaniei, 27 de setembre de 1533 - Hrodna, 12 de desembre de 1586) fou un rei polonès sota el numeral d'Esteve I. El seu regnat és considerat com el segle d'or de la literatura polonesa, perquè l'il·lustraren homes com Maciej Stryjkowski (1547-1593) i Barlomiej Paprocki (1543-1614), el literat Lukassz Gornicki (1527-1603) i el publicista Jakub Wujek (1541-1597, primer traductor de la Bíblia al polonès. Reformà l'administració de justícia, creant dos tribunals de primera instància; regularitzà la hisenda i fundà l'escola superior de Vílnius, que confià als jesuïtes, orde a la qual afavorí des que, per pujar al tron, abraçà el catolicisme.
El 1886 les províncies poloneses, austríaques i alemanyes, celebraren per primera vegada el tres-cents aniversari secular de la seva mort.
Pels polonesos resta considerat com un dels reis més importants, malgrat que fins al final de la seva vida, Bathory es va mantenir cultural-ment identificat com a hongarès. Molts dels següents prínceps transilvans continuaren amb la seva postura amb el qual intentaren reunificar el regne hongarès partint de Transsilvània contra els Habsburg.

## Orígens
El seu pare morí el 17 de març de 1534, alguns mesos després del seu naixement, pel qual l'arquebisbe, Esztergom, 
Pau Várdai s'ocupà de la seva educació, i després en la dècada de 1540 Esteve fou a parar a la cort de Ferran I d'Habsburg. Esteve rebé una profunda educació humanista, malgrat que mai estudià en la universitat de Pàdua, la més reconeguda de la seva època. A aquesta universitat i assistia el nebot d'esteve, el pare del futur Príncep transilvà Gabriel Bathory,
Com a príncep de Transsilvània succeí a Joan Segimon Szapolyai 1571 i a Enric de Valois, com a rei de Polònia 1576, després de fugir aquell príncep de Varsòvia. Part de la noblesa polonesa l'elegí com a rei, imposant-li el casament amb Anna Jagellón, germana de Segimon August. Marxà a Cracòvia sense pèrdua de temps, i abans de l'arribada de Maximilià II se celebrà el matrimoni, aconseguint que els mateixos partidaris del seu rival el reconeguessin com a sobirà. Aclamat en la Lituània i reconegut per Prússia, només la ciutat de Danzig li negà l'obediència, però aquesta rebel·lia fou de curta durada, sotmetent aquesta ciutat rebel a la seva autoritat 1577.
Esteve era oncle de la famosa comtessa Elisabet Bathory (filla de la seva germana Anna) de la qual sorgiren nombroses llegendes sagnants.

## Regnat brillant

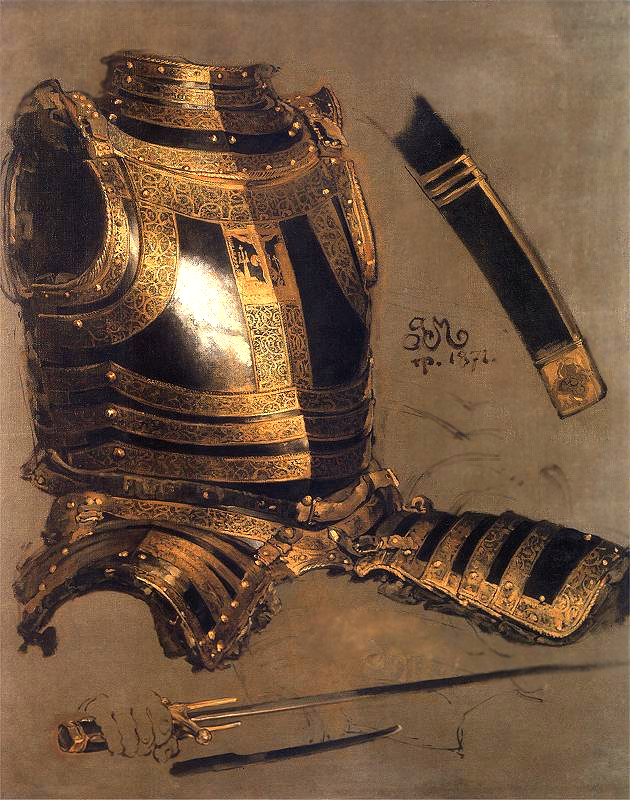
Armadura d'Esteve Bathory. Dibuix fet per Jan Matejko (1838-1893)

Aquest regnat fou un dels més brillants que registra la història de Polònia. Amb l'ajuda de Johann Zamoïski, casat amb la seva neboda Griselda, reorganitzà l'exèrcit, creant els hússars, la cavalleria polonesa per contindre les ambicions del Tsar Ivan V de Rússia, el terrible, que amenaçava les seves fronteres i que ja havia envaït part de la Livònia. Al front de dos cossos d'exèrcit perfectament armats i equipats i convenientment dotats d'artilleria, que assolien a uns 80.000 homes, penetrà a Rússia, i després d'apoderar-se de Pólotsk 1579 i de Vielije, Usviata i Vielki-Luki, arribà davant els murs de Pskov 1581. El tsar sol·licità el concurs del papa Gregori XIII per assolir la Pau de Iam Zapolsk, que negocià el jesuïta Antonio Possevino (1534-1611), i Bathory signà, assegurant-se l'annexió de Pólotsk, i Vielije, i quasi tota la Livònia.
Poc temps després va haver de reprimir la sublevació d'alguns nobles, capitanejada per Zbigniew Zborowski, al que va vèncer i menà decapitar 1584. Entaulades negociacions amb Sixt V i Felip II de Castella per annexionar-se Moscovia. El 12 de desembre de 1586 morí sobtadament en la ciutat lituana de Grodnó. Esteve Bathory fou soterrat en la cripta de la catedral de Wawel a Cracòvia.

## Successió
Dat que no va tenir fills barons que heretessin el seu tron, el dret passà directament al nebot de la seva esposa, el rei Segimon III Vasa de Suècia. La seva reivindicació de Segimon va ser obertament contestada per Maximilià III d'Àustria, que va llançar una expedició militar per desafiar el nou rei. La seva derrota el 1588 a mans de Jan Zamoyski va segellar el dret de Segimon al tron de Polònia i Suècia.